# Bundesstraße 205
De Bundesstraße 205 (ook wel B205) is een bundesstraße in Duitsland die loopt door de deelstaat Sleeswijk-Holstein.
De B205 begint bij Wahlstedt en loopt verder naar Neumünster-Süd. De B205 is ongeveer 25 kilometer lang.

## Routebeschrijving
De B205 begint in de aansluiting Wahlstedt een Onvolledig knooppunt op de A21. De weg is driestrooks met ongelijkvloerse kruisingen en loopt ruin ten noorden van Wahlstedt langs, passeert Rickling  De B205 loopt langs het zuiden van de stad Neumünster waar in het zuidoosten van de stad in de aansluiting Neumünster-Gadeland de 322 vanuit Neumünsterr-Gadeland aansluit op de B205. Daarna eindigt de B205 ten zuidwesten van Neumünster in de aansluiting Neumünster-Süd een trompetknooppunt op de A7.
B1 · B2 · B4 · B5 · B75 · B76 · B77 · B87 · B96 · B96a · B96b · B97 · B101 · B102 · B103 · B104 · B105 · B106 · B107 · B108 · B109 · B110 · B111 · B112 · B112n · B113 · B115 · B122 · B156 · B158 · B166 · B167 · B168 · B169 · B179 · B182 · B183 · B187 · B188 · B189 · B190n · B191 · B192 · B193 · B194 · B195 · B196 · B197 · B198 · B199 · B200 · B201 · B202 · B203 · B204 · B205 · B206 · B207 · B208 · B209 · B246 · B320 · B321 · B404 · B430 · B431 · B432 · B434 · B435 · B495 · B501 · B502 · B503